# The Windmill
The Windmill est un pub et une salle de concert situé à Londres dans le quartier de Brixton. Réputé pour la découverte de nouveaux artistes de la scène rock alternative et indépendante, le lieu a été classé parmi les meilleures salles de concert au Royaume-Uni. Il tient son nom du Moulin d'Ashby situé à proximité.

## Histoire
The Windmill existe depuis les années 1970, initialement sous la forme d'un bar. À partir des années 2000, des concerts sont régulièrement organisés. À cette époque, Metronomy et Florence + The Machine, notamment , y font leurs premiers pas.

## Relance de la scène alternative
Au cours des années 2010, le Windmill est présenté comme ayant contribué à relancer la scène rock britannique, qui, pour certains,, connaît alors une période de moindre créativité. Des groupes symbolisant ce renouveau comme Fat White Family, Shame, ou Black Country, New Road y sont programmés à leurs débuts. La salle sera alors qualifiée de «pilier de la jeune scène post-punk».
En 2008, le Windmill est classé par le Guardian comme l'une des meilleures salles de concert de Londres.